# Агафонов Ярослав Олегович
Яросла́в Оле́гович Агафо́нов (пом. 4 березня 2022, Маріуполь, Донецька область) — солдат роти матеріально-технічного забезпечення 12 БрОП НГУ, що загинув у ході російського вторгнення в Україну у 2022 році.

## Нагороди
- орден «За мужність» III ступеня (2022, посмертно) — за особисту мужність і самовіддані дії, виявлені у захисті державного суверенітету та територіальної цілісності України, вірність військовій присязі, зразкове виконання службового обов’язку.